# 李世華 (香港)
李世華 （英語：Bruce Lee Sai-wah），香港政治人物，現任商務及經濟發展局局長政治助理，曾任國泰航空公司策略及關係拓展總監。

## 簡歷
李世華曾任職立法會議員辦事處，以及多間傳媒機構，並於2016年加入國泰航空公司出任企業事務經理，2019年轉任國泰港龍航空公司政府事務經理。
他擁有香港樹仁學院大眾傳播及新聞系榮譽文憑，以及嶺南大學文化研究系碩士學位。